# アルコール先生公園の巻
『アルコール先生公園の巻』(アルコールせんせいこうえんのまき、In the Park) は、1915年公開の短編サイレント映画。エッサネイ社による製作で、主演・監督はチャールズ・チャップリン。チャップリンの映画出演40作目にあたる。
作品の内容は、キーストン調のストーリーパターンに基づいた「公園もの」の一つであり、「チャーリー」もこの作品に関しては、ほとんどの場面において嫌われ者に徹する。英国映画協会のアーカイブでは、キーストン時代の『恋の二十分』のリメイク作品に位置づけられている。

## あらすじ
公園をうろついていたチャーリーは、子守をするエドナに色目を使うが、恋人（バド・ジェイミソン）が登場してあえ無く断念。そこへ熟年カップルを狙ってスリをはたらく浮浪者が、女性のハンドバッグを失敬した。チャーリーの方はホットドッグを内緒に失敬するが、それも浮浪者に取られる。仕返しにステッキでハンドバッグを頂戴してエドナを喜ばせようとプレゼントするが、巡回中の警官に止められる。ハンドバッグの所有者である女性は、盗まれたことに気づき彼と絶交宣言する。打ちひしがれた紳士は池に身投げしようとチャーリーを呼び止めるが、そこへエドナの恋人と警官も追い付き、バッグの持ち主確認を急ぐ。進退窮まったチャーリーは、2人とも池に蹴落としてしまった。

## 背景
エッサネイ社はネガを使って編集を行うことを常としていたが、自分のフィルムに他人の手がつくことをよしとしないチャップリンは、これが不満であった。そこで、エッサネイ社はチャップリンの求めに応じて編集用のプリンターを発注するが到着が遅れたため、当時製作中の『チャップリンの拳闘』の編集に取りかかることができなかった。中断期間は3週間にもおよび、『アルコール先生公園の巻』はその間の埋め合わせの意味で製作されたとチャップリンの伝記を著した映画史家のデイヴィッド・ロビンソンは推測している。ロビンソンはまた、チャーリーがエドナにキスをされてはしゃぐシーンは、『サニーサイド』（1919年）や『モダン・タイムス』（1936年）の先駆を成していると論じている。

## キャスト
- チャールズ・チャップリン - チャーリー

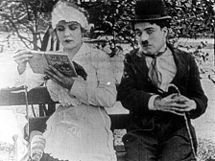
作品のワンシーン

- エドナ・パーヴァイアンス - 子守をする女エドナ
- レオ・ホワイト - 優雅に振る舞う女たらし
- マーギー・ライガー - 女たらしの好みの女性
- バド・ジェイミソン - エドナの恋人
- ロイド・ベーコン - ホットドッグ売り
- ビリー・アームストロング - 泥棒
- アーネスト・ヴァン・ペルト - 警官